# リバーピア吾妻橋

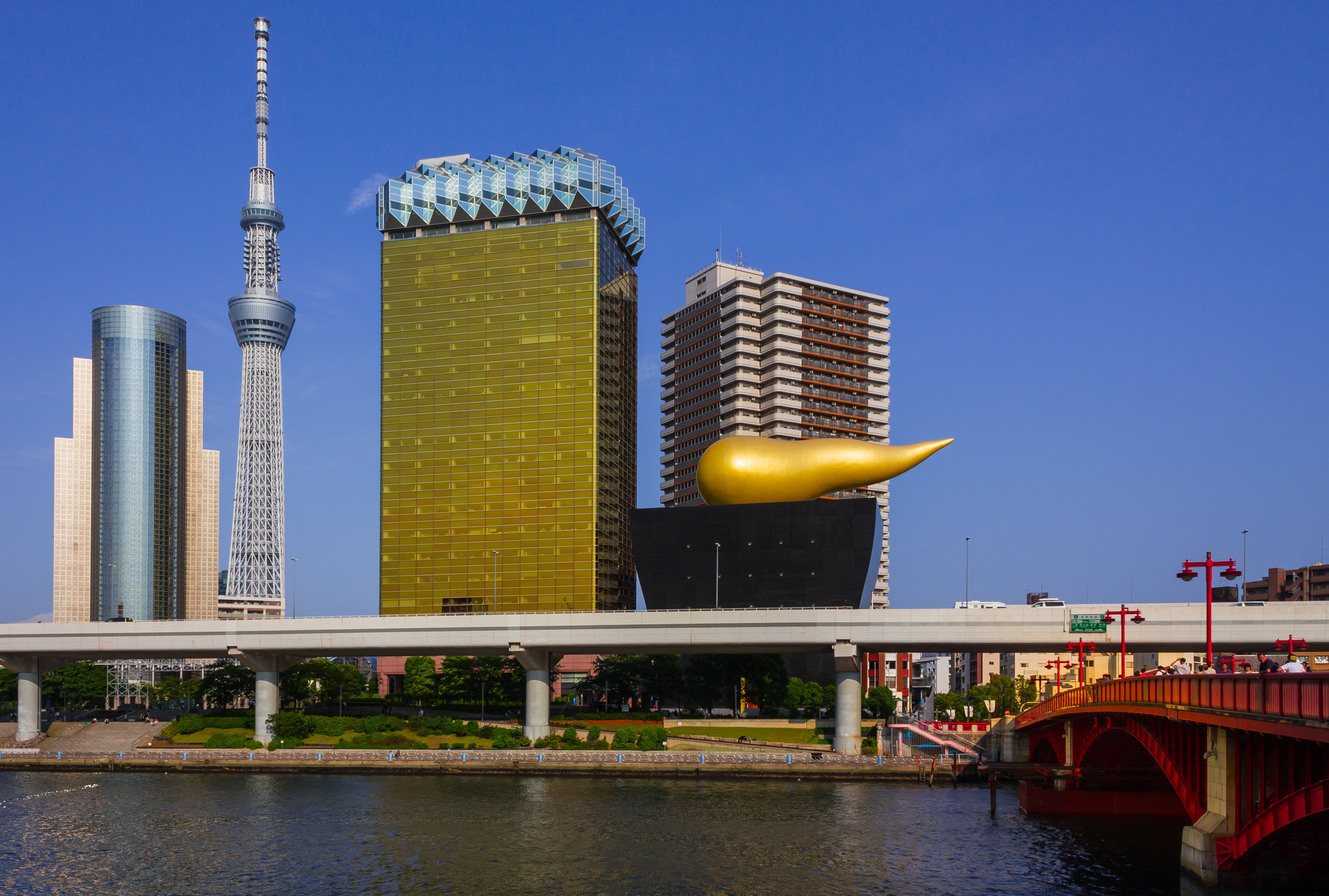
左が墨田区役所、右手前がアサヒビールタワーとスーパードライホール、右奥がライフタワー。中央奥に東京スカイツリーが見える。

リバーピア吾妻橋（リバーピアあづまばし）は、旧アサヒビール吾妻橋工場跡地に建築された高層ビル群の総称である。住所は東京都墨田区吾妻橋一丁目23番。
隅田川周辺を代表する景勝地である。

## 施設
- 墨田区役所
  - 墨田区役所前うるおい広場
    - 勝海舟像
- アサヒビール関連施設
  - アサヒグループ本社ビル（アサヒビールタワー）
  - アサヒグループホール棟[注釈 2]（スーパードライホール・フラムドール（ビアホール））
  - アサヒグループアネックス棟 - 同社の複合飲食店（TOKYO隅田川ブルーイング・TOKYO隅田川ブルーイング　バルstyle ）
- すみだリバーサイドホール - 墨田区立の多目的ホール
- 吾妻橋会館 - 地区会館
- リバーピア吾妻橋ライフタワー -  UR都市機構の集合住宅
  - Patria（商業区画）
    - 焼き立てパン工房 TomTom
    - ギャラリー アビアント
    - GREEN ALLOW Bouldering Park 浅草吾妻橋店
    - クリーニング シュシュ
    - HAIR FOUR SEVEN（ヘアカット専門店）
    - エニタイムフィットネス浅草吾妻橋店
    - スシロー浅草吾妻橋店
    - セブン-イレブン墨田吾妻橋店

## 歴史
- 1989年（平成元年）10月 - 竣工。

## アクセス
- 鉄道
  - 都営地下鉄浅草線 本所吾妻橋駅から徒歩5分。
東武スカイツリーライン・東京メトロ銀座線 浅草駅からも徒歩圏内。
- バス
  - 都営バス上23（平井駅方面のみ）・草39・都08、京成タウンバス有01系統 「リバーピア吾妻橋前」バス停より徒歩1分（スーパードライホール付近に停車）
  - 草24（浅草方面のみ） 「リバーピア吾妻橋前」バス停より徒歩1分（首都高速向島線高架下に停車）
  - 都営バス上23（上野松坂屋方面のみ）・墨田区循環バス「すみだ百景 すみまるくん・すみりんちゃん」南部ルート 「墨田区役所前」バス停より徒歩すぐ（区役所の正面玄関前に停車）
  - 東武バスセントラル「スカイツリーシャトル」上野 - 浅草線 「吾妻橋」バス停より徒歩1分（スーパードライホール付近に停車）